# Ceratotrupes bolivari
Ceratotrupes bolivari är en skalbaggsart som beskrevs av Halffter och Martinez 1962. Ceratotrupes bolivari ingår i släktet Ceratotrupes och familjen tordyvlar. Inga underarter finns listade i Catalogue of Life.